# Atuegas
Atuegas ist ein osttimoresischer Ort im Suco Ilat-Laun (Verwaltungsamt Bobonaro, Gemeinde Bobonaro). Das Dorf liegt im Süden der Aldeia Ilat-Laun, auf einer Meereshöhe von 743 m. Nordöstlich erhebt sich der Foho Ilat-Laun (1061 m), südöstlich liegt der kleinere Foho Atubuti (854 m). Südwestlich fließt der Anasola, ein Nebenfluss des Marobo. Im Südosten befinden sich die Nachbardörfer Belual und Talite. Nach Norden kommt man nach Ulaga und Tunero. Richtung Fluss liegen im Westen die Termas do Marobo, heiße Quellen, die hier ein Freibad speisen.
In Atuegas befindet sich ein Hospital.